# Georgina Rizk

Georgina Rizk auf dem Cover des Al-Schabaka-Magazins, 1973.

Georgina Rizk (arabisch جورجينا رزق; geboren 23. Juli 1953) ist die aus dem Libanon stammende Miss Universe des Jahres 1971.

## Leben
Rizk wurde in einer christlich-libanesische Familie in Beirut geboren. 1971 wurde sie Miss Libanon, und im selben Jahr in Miami Beach (Florida) zur Miss Universe gekürt. Sie war die erste und bisher einzige arabische Schönheitskönigin, die zur Miss Universe gekürt wurde.
Sie ist verheiratet mit dem libanesischen Sänger Walid Tawfik (* 1954). Zuvor war sie mit dem Fatah-Funktionär Ali Hassan Salameh (1941–1979) verheiratet.